# Колективна пам'ять
Колективна пам'ять — це знання та інформація, які поширюються між двома або більше членами соціальної групи. У 1930-ті рр. французький соціолог Моріс Альбвакс визначив соціальну природу індивідуальної пам'яті, у праці «Колективна пам'ять», яка була опублікована в 1950 році, уже посмертно, науковець запропонував новий соціальний конструкт — колективна пам'ять — який може спільно використовуватися та передаватися і побудований за допомогою великих та малих соціальних груп. Прикладами таких груп можуть бути уряд або масова культура. Можна провести паралель між колективною пам'яттю та пам'яттю людини, яка краще пригадує образи, ніж слова, але також демонструє основні відмінності та особливості, подібно як у техніці перехресного удару.

## Дослідження
Дослідження колективної пам'яті є «непарадаґматичним, трансдисциплінарно децентралізованим починанням».
Цей концепт кореляційний до концептів історичної пам'яті, соціальної пам'яті, культурної пам'яті, який розробляється Яном Ассманом та Алейдою Ассман, комунікативної пам'яті тощо.
Альбвакс стверджує, що пам'ять існує лише в соціальному контексті. "Хоча колективна пам'ять зберігається завдяки групі, пам'ятають її окремі люди як члени цієї групи". Соціальні інституції, такі як сім’я, армія, профспілки, передають свою пам'ять наступним поколінням. Навіть особисті спогади, або автобіографічна пам'ять, існують лише завдяки іншим людям. "Якщо ми довго не спілкуємося з колишніми друзями, пам’ять про них тьмяніє і може зникнути".
Написана в середині ХХ століття праця Моріса Альбвакса “On collective memory” посідає вагоме місце у дослідженнях студій памʼяті. ХХ століття стало переломним епізодом, оскільки це час двох світових воєн, Голокосту, постійних політичних трансформацій та міфологізацій минулого новими режимами. Ця концепція стала відповіддю на потребу пояснити, чому пам’ять окремої людини завжди вбудована в суспільний контекст і залежить від нього.
Таким чином, Альбвакс робить великий внесок у розуміння того, як пам’ять формується суспільством і використовується для підтримки ідентичності. Його ідеї про соціальне конструювання минулого залишаються актуальними, особливо в контексті сучасних дискусій про колективну ідентичність та історичну політику.
Концепція колективної пам'яті стала темою інтересу і досліджень у багатьох дисциплінах, включаючи психологію, соціологію, історію, філософію та антропологію.

## Концептуалізація колективної пам'яті

#### Розрізнення історичної та колективної памʼяті
Важливо розуміти різницю між історією чи історичною реконструкцією та колективною памʼяттю для цього варто порівняти їх характеристики. 
Метою історії та історичної реконструкції є забезпечення всебічного та неупередженого розуміння минулого, історична реконструкція може не приймати отримані від своїх інформантів свідчення за чисту монету. Часто історія та історична реконструкція співставляють декілька точок зору для забезпечення найбільш точного звіту певної події. Колективна памʼять, в свою чергу, фокусується на певній перспективі - соціальної групи, родини, нації. Історія та історична реконструкція часто не залежить від колективної памʼяті. Таким чином, колективна памʼять представляє минуле, що повʼязане з наративами, цінностями та упередженнями, що характерні для певної соціальної групи. 
Дослідження показують, що люди різних націй та груп про одну і ту ж подію можуть сильно відрізнятися. Наприклад військові, що перебували по різні боки в час Другої світової війни мають дуже відмінні спогади. Крім того, часто розум може реконструювати свої спогади під тиском суспільства. 

## Погляди на колективну пам'ять
Концепція колективної памʼяті, що була запропонована Морісом Гальбваксом набула значного поширення в наукових колах студій памʼяті та досліджена й розширена з різноманітних точок зору. Ця концепція вплинула на роботи багатьох дослідників, до неї активно зверталися та шукали різноманітні підходи, про деякі з них 
Німецька історикиня – Аляйда Ассман у своїй праці “Простори спогадів. Форми і трансформації культурної пам'яті”, спирається на концепцію колективної памʼяті та на її основі розвиває власну концепцію - культурної памʼяті. Під культурною памʼяттю Ассман розуміє символи, тексти, ритуали та зображення, що притаманні кожному суспільству, за рахунок чого зберігається та передається колективне знання про минуле певної групи. Такий формат памʼяті може керуватися та спрямовуватися, оскільки крім живого організму (групи) має власні специфічні матеріальні носії та передавачі знань, як от письмо, зображення, тілесні практики, певні місця та памʼятники. Крім того у своїй роботі Ассман із попереднього аналізу концепцій памʼяті за Альбваксом та рядом інших дослідників, та виокремлює два різновиди памʼяті. Ассман виводить їх порівнюючи концепт населеної памʼяті з памʼяттю функціональною, описуючи її ознаки так: “групові звʼязки, вибірковість, ціннісні звʼязки, орієнтація на майбутнє” та протиставляє їй памʼять накопичувальну, яку означує як таку, що “вбирає в себе те, що губиться у вітальних взаємозвʼязках сучасності”. Важливим елементом функціональної памʼяті, що базується на концепції колективної памʼяті, Ассман аналізує як таку, що має здатність легітимізувати. Характерний для такої легітимізації є своєрідний альянс між владою та памʼяттю, що виявляє себе позитивно у становленні складних форм історичного знання, переважно у формі генеалогії, оскільки влада потребує походження».Іншими словами легітимізація – це використання владою памʼяті для обґрунтування свого походження, права на існування. 
Британський антрополог – Пол Коннертон також звертається до концепції колективної памʼяті  у своїй роботі “Як суспільства памʼятають”, яка свого часу відновила активне обговорення цієї концепції. Пол Коннертон, розглядають соціальну пам’ять як спільну пам’ять багатьох людей, що виникає на стику власне-особистісної, когнітивної пам’яті та пам’яті-звички. Ця пам’ять нерідко слугує елементом політичної ідеології, що контрольована владою, а втілюється вона у церемоніях/ритуалах вшанування, тілесних практиках. У своїй роботі він намагається знайти відповідь на запитання "У який спосіб памʼять груп передається та підтримується"? Ключовим у праці Коннертона є поняття «соціальної пам´яті», яка виправдовує чи легітимізує сучасний соціальний лад, передбачає, що «всі «учасники» (і суб´єкти, і об´єкти) будь-якого соціального ладу мусять мати спільну пам´ять», доки спогади про минуле групи різняться, доти члени такої групи не можуть мати ні спільного досвіду, ні уявлень. Коннертон зазначає, що пам´ять індивіда завжди соціально обумовлена, попри ймовірні різні спогади про одну і ту ж подію, «групи забезпечують індивідуумів своєрідним каркасом, базовими структурами, всередині яких локалізуються спогади групи». Коннертон також аналізує поняття «пам´яті-звички» як важливого елементу збереження групової пам´яті. Він зазначає, що мета пам´яті-звички полягає в нашій здатності відтворити певне дійство, вона «є за своєю природою перформансом» та «суттєвим інгредієнтом успішного і переконливого розігрування/перформенсу правил і кодів», котрі постають ключовими способами збереження і передачі минулого досвіду наступним поколінням. Опрацьовуючи дане поняття дослідник висвітлює механізми соціальної памʼяті – цінності ритуалів та перформативних практик у питанні її збереження та передачі.  Одним з таких механізмів є акти повторення. Коннертон наголошує на важливості церемоній вшанування пам´яті та регулярності цих ритуалів, що слугують прикладом неперервного зв´язку з минулим. Зразком таких практик у книзі виступають меморіальні церемонії Третього Рейху 1933-1939 рр., що слугували постійним нагадуванням про ідеологію націонал-соціалістичної партії та ідею спадкоємності історії. Разом з тим і в контексті нашої історії та прикладами насадженням комуністичної ідеології у ХХ столітті можна висвітлити церемонії, що стосувалися Дня Перемоги. Таким чином Коннертон підкреслює, що церемонії вшанування пам´яті є важливою складовою формування і підтримки соціальної пам´яті. Такі ритуали є особливим дійством, заснованим на постійному повторенні певних фраз.
Французька історик – Пʼєр Нора, автор відомої концепції “Місць памʼяті” також вибудовує своє дослідження на ґрунті концепції колективної памʼяті Моріса Альбвакса. 
У своїй роботі “Теперішнє, нація, памʼять” концепцію «місць памʼяті» Пʼєр Нора пояснює на прикладі становлення нації з історії Франції та США. Пʼєр Описуючи роль «Lieux de Mémoire» у колективній ідентичності (памʼяті), дослідник згадує про місця, завдяки яким певне суспільне утворення (нація, сімʼя, етнос, партія) свідомо зберігає спогади чи визначає їх як вагому частину своєї самобутності: топографічні (архіви, бібліотеки, музеї), монументальні (кладовища, архітектурні споруди), символічні та функціональні місця (комеморації, паломництва, підручники, автобіографії).
Звернення до таких місць – наслідок деритуалізації, коли на зміну родинних традицій та ритуалів приходять спеціальні механізми збереження. «Lieux de mémoire викликає відчуття, що спонтанної пам’яті більше не існує, що ми повинні свідомо створювати архіви, підтримувати ювілеї, організовувати урочистості, виголошувати надгробні промови…». Lieux de mémoire існують у трьох значеннях: матеріальному, символічному та функціональному, всі ці аспекти завжди співіснують. Крім того Нора виділяє два протилежні типи lieux de mémoire: офіційні (створені політичними інститутами чи владою, вони урочисті, формальні, холодні), та спонтанні, живе серце пам’яті (офіційно не регульовані). 
Також Нора простежує кристалізацію колективної памʼяті, пропонує поглянути на конструювання ідентичності за рахунок певних символічних об'єктів, засвідчує зміну підходу до національної історії, зміну суцільного наративу окремими «блоками памʼяті», що існують паралельно і часом конфліктують між собою. За Нора історія не є монолітною, вона складається з окремих фрагментів, що в поєднанні виявляють «малюнок на килимі», тож варто виявити символічну істину певного місця, події чи об'єкта, «реконструювати памʼять, яку він носить у собі», адже  сучасна історія - це не низка подій, а «їх конструювання у часі, стирання і повернення своїх значень».

## Колективна памʼять в українській історії:
Оксана Кісь, українська науковиця, антропологиня, історикиня та дослідниця гендерних студій, у своїй статті "Колективна пам’ять та історична травма: теоретичні рефлексії на тлі жіночих спогадів про Голодомор" (2016) досліджує механізми формування та трансляції колективної пам’яті про Голодомор через жіночі спогади. Стаття розглядає питання історичної травми та її впливу на ідентичність українського суспільства, а також специфічну роль жінок у збереженні та передачі цих спогадів.
Кісь зазначає, що в сучасному науковому та суспільному дискурсі спостерігається "бум пам’яті", викликаний необхідністю осмислення кривавих трагедій ХХ століття. Вона аналізує концепції "колективної пам’яті", "колективної травми", "травматичної пам’яті" та "спільнот пам’яті", а також досліджує явище замовчування як форми забування. Авторка акцентує увагу на особливому жіночому досвіді Голодомору, підкреслюючи, що жінки не лише виживали, а й відігравали важливу роль у підтримці сімей та передачі пам’яті наступним поколінням.
Дослідниця застосовує концепцію комунікативної пам’яті, пояснюючи, що усна традиція, зокрема жіночі спогади, є важливим інструментом збереження історичної правди. Вона також розглядає механізми трансляції травматичного досвіду через покоління, поняття "емоційного відчуження", "первинної" та "вторинної" пам’яті. Використовуючи дослідження Гаді Бенезера, Кісь ідентифікує "сигнали" травматичних спогадів у розповідях жінок-очевидців.
У своїх висновках авторка підкреслює, що можливість публічного осмислення травматичного минулого є важливим кроком до зцілення як для окремих осіб, так і для суспільства загалом. Вона також наголошує на ролі істориків у процесі формування колективної пам’яті.
Стаття Кісь є важливим внеском у дослідження колективної пам’яті в українському контексті. Вона поєднує теоретичні підходи та аналіз життєвих історій, пропонуючи ґрунтовний погляд на роль жінок у збереженні пам’яті про Голодомор. Незважаючи на акцент на гендерній перспективі, що може іноді відсунути на другий план інші аспекти травматичного досвіду, її дослідження є цінним для розуміння процесів конструювання історичної пам’яті та її впливу на сучасне українське суспільство.
Оксана Забужко – це українська письменниця та дослідниця, яка у своїх творах та есеях торкається теми колективної пам’яті, особливо в контексті постколоніальних студій та культурної ідентичності українців. У своїх працях вона наголошує на важливості переосмислення національної історії та подолання колоніальних наративів, які довгий час домінували в українському культурному просторі через вкорінення радянських пропагандистських наративів. 
Одним із прикладів її творів, що переосмислює колективну пам’ять представлений у романі “Музей покинутих секретів” (2009). У цьому тексті Забужко показує долі декількох поколінь українців. Їх історії переплітаються із минулим і теперішнім, особливо через призму родинних історій та національної пам’яті. Роман ілюструє, як на українців впливає пам’ять події пов’язані з УПА, радянські репресії й інші трагічні етапи української історії. Авторка акцентує увагу на важливості збереження правдивої історії та боротьби проти її викривлення.
Значна частина її есеїстики також присвячена темі колективної пам'яті. У книзі "Хроніки від Фортінбраса" (1999) Забужко досліджує проблеми ідентичності та культурного відродження, піднімаючи питання пам’яті як основи національної свідомості. Авторка слідує своїм постколоніальним наративам та наголошує на те, як радянська політика пропаганди зумисно викорінювала автентичні українські наративи, міфи й традиції, замінюючи їх штампованими пропагандистськими ідеями. 
За словами Оксани Забужко, постколоніальний статус України накладає великий відбиток на колективну пам’ять, частково спотворюючи її, створюючи парадокси та суперечності в її сприйнятті. Наразі, одним із ключових завдань сучасної української культури є процес відновлення та становлення власної колективної пам’яті, крізь подолання колоніальної травми та формування національного наративу. 

## Першоджерела
Maurice Halbwachs. Les cadres sociaux de la mémoire. — Paris, Les Travaux de L'Année Sociologique, 1925
Maurice Halbwachs. La mémoire collective [1939], Paris: Presses Universitaires de France, 1950.
Ассман, Аляйда. Простори спогаду: форми та трансформації культурної пам'яті / Аляйда Ассман . - Київ : Ніка-Центр, 2012 . - 438 с.
Нора, П’єр 1931-. Теперішнє, нація, пам’ять / П’єр Нора ; переклад із французької Андрія Рєпи . - Київ : Кліо, 2014 . - 265 с.
Коннертон, Пол. Як суспільства пам’ятають / переклад з англійської та наукове редагування Світлани Шліпченко . - Наукове видання . - Київ: Ніка-Центр, 2004 . - 184 с
Колективна пам’ять та історична травма: теоретичні рефлексії на тлі жіночих спогадів про Голодомор / Оксана Кісь. - Україна модерна, 2016.